# Brenna (Italia)
Brenna (Brèna in dialetto brianzolo, AFI: /ˈbrɛna/) è un comune italiano di 2 191 abitanti della provincia di Como in Lombardia.

## Origini del nome
Brenna deriverebbe dal celtico Bren, ossia "capo". Alla stessa lingua si attribuisce il toponimo della frazione Olgelasca, "prato recintato".

## Storia
Alcuni scavi effettuati nella frazione Olgelasca hanno riportato alla luce alcune tombe di epoca romana.
Al tempo della Signoria di Milano, gli Statuti delle acque e delle strade del contado di Milano fatti nel 1346 riportano “el locho da Brena con Pozolo” come tra le località che, all'interno della pieve di Mariano, è incaricato della manutenzione della strada "da Niguarda”.
Sotto il Ducato di Milano, a Brenna esisteva un castello, ceduto da Galeazzo Maria Sforza al fratello Polidoro, poi da quest'ultimo al cancelliere Giovanni Molo e, infine, a Francesco Pietrasanta. Del castello non rimane tuttavia oggi alcuna traccia. Feudo dapprima dei Fossati e poi dei Pietrasanta, Brenna seguì poi le sorti del resto della pieve di Mariano, dapprima affidata alla famiglia Marliani (1450) e poi ai Giussani (1583). Il comune venne di nuovo infeudato ai Marliani nel 1590, per poi passare ai Crivelli dal 1683 e fin'oltre la seconda metà del XVIII secolo. Nel 1751 il territorio di Brenna si estendeva già ai cassinaggi di “Borlasco superiore”, “Borlasco inferiore”, “della Cà”, “della Canova”, “Pizzolo superiore” e “Pizzolo inferiore”. Sei anni più tardi il comune di Brenna viene attestato come comprensivo di quello di Olgelasca e denominato come "Comune di Brenna con Olgelasca e Pozzolo"
La riorganizzazione del territorio del Regno d'Italia napoleonico decretata nel 1807 comportò la aggregazione del comune di Brenna a quello di Inverigo. La decisione fu tuttavia abrogata dagli austro-ungarici al loro ritorno in possesso della Lombardia dopo la caduta di Napoleone. In seguito Brenna seguì le sorti comuni della provincia di Como, dapprima all'interno del Regno Lombardo-Veneto (1816) e poi, per mezzo del Regno di Sardegna (1859) nel territorio italiano.

### Simboli
Lo stemma e il gonfalone sono stati concessi con decreto del presidente della Repubblica del 17 maggio 1978.
Le quattro corone simboleggiano il passato dominio su queste terre delle famiglie feudatarie dei Mandelli, Marliani, Giussani e Crivelli. Nella torre è raffigurata un'antica roccaforte di cui oggi non rimane alcuna traccia. Le piante di grano e di mais ricordano l'origine rurale del borgo, un tempo centro esclusivamente agricolo.
Il gonfalone è un drappo partito di bianco e di azzurro.

## Monumenti e luoghi d'interesse

### Architetture religiose
- Chiesa di Sant'Adriano, edificio romanico[12][13] databile all'XI secolo.[14] Al suo interno, conserva un affresco risalente all'inizio del XII secolo e raffigurante il santo titolare[12].
- Chiesa di San Gaetano,[15] parrocchiale della località Castello sin dal 1560, anno in cui al canonico Bernardino Casati vi fu concesso di iniziare a celebrare messa. Fino ad allora, l'unica parrocchiale del territorio era la infatti la chiesa di Sant'Antonio, situata a Pozzolo.[5] La chiesa di San Gaetano, che all'epoca era dedicata ai santi Gervasio e Protasio ed era piuttosto piccola, fu successivamente ampliata.[5]
- Chiesa della Beata Vergine Maria di Loreto (XX secolo)[16]

## Società

### Evoluzione demografica
- 407 nel 1751
- 375 nel 1771 con Olgelasca e Pozzolo
- 419 nel 1799
- 462 nel 1805
- annessione ad Inverigo nel 1809
- 815 nel 1853
- 865 nel 1859

Abitanti censiti

## Infrastrutture e trasporti

### Strade
Il territorio è attraversato dalla Strada Provinciale 39, che collega Figino Serenza ad Alzate Brianza.

### Ferrovie
Il Comune è servito dalla stazione di Brenna-Alzate, posta sulla linea Como - Lecco, gestita da Trenord.

## Amministrazione

### Gemellaggi
- Láchar

### Esplicative
1. ↑  ortografia classica

### Bibliografiche
1. 1 2   Bilancio demografico mensile anno 2024 (dati provvisori), su demo.istat.it, ISTAT.
2. ↑   Classificazione sismica (XLS), su rischi.protezionecivile.gov.it.
3. ↑   Tabella dei gradi/giorno dei Comuni italiani raggruppati per Regione e Provincia (PDF), in Legge 26 agosto 1993, n. 412, allegato A, Agenzia nazionale per le nuove tecnologie, l'energia e lo sviluppo economico sostenibile, 1º marzo 2011,  p. 151. URL consultato il 25 aprile 2012 (archiviato dall'url originale il 1º gennaio 2017).
4. ↑   AA. VV., Dizionario di toponomastica. Storia e significato dei nomi geografici italiani., Milano, Garzanti, 1996,  p. 98, ISBN 88-11-30500-4.
5. 1 2 3 4 5 6 7 8  Borghese, p. 106.
6. 1 2 3   Comune di Brenna, sec. XIV - 1757 – Istituzioni storiche – Lombardia Beni Culturali, su lombardiabeniculturali.it. URL consultato il 22 aprile 2020.
7. ↑   Comune di Brenna, 1757 - 1797 – Istituzioni storiche – Lombardia Beni Culturali, su lombardiabeniculturali.it. URL consultato il 22 aprile 2020.
8. ↑   Comune di Brenna, 1798 - 1809 – Istituzioni storiche – Lombardia Beni Culturali, su lombardiabeniculturali.it. URL consultato il 22 aprile 2020.
9. ↑   Comune di Brenna, 1816 - 1859 – Istituzioni storiche – Lombardia Beni Culturali, su lombardiabeniculturali.it. URL consultato il 22 aprile 2020.
10. ↑   Comune di Brenna, 1859 - [1971] – Istituzioni storiche – Lombardia Beni Culturali, su lombardiabeniculturali.it. URL consultato il 22 aprile 2020.
11. ↑   Brenna, su Archivio Centrale dello Stato.
12. 1 2   La Chiesa di Sant’Adriano a Olgelasca di Brenna – Chiesetta di Sant Adriano, su chiesettadisantadriano.it. URL consultato il 22 aprile 2020.
13. ↑  Belloni et al., p. 110.
14. ↑   Chiesa di S. Adriano, Via S. Adriano - Brenna (CO) – Architetture – Lombardia Beni Culturali, su lombardiabeniculturali.it. URL consultato il 22 aprile 2020.
15. ↑   Chiesa di S. Gaetano - complesso, Piazza Daverio - Brenna (CO) – Architetture – Lombardia Beni Culturali, su lombardiabeniculturali.it. URL consultato il 22 aprile 2020.
16. ↑   Chiesa della Beata Vergine Maria di Loreto, Via per Carugo - Brenna (CO) – Architetture – Lombardia Beni Culturali, su lombardiabeniculturali.it. URL consultato il 22 aprile 2020.
17. ↑  Statistiche I.Stat ISTAT  URL consultato in data 28-12-2012.
Nota bene: il dato del 2021 si riferisce al dato del censimento permanente al 31 dicembre di quell'anno. Fonte:  Popolazione residente per territorio - serie storica, su esploradati.censimentopopolazione.istat.it.